# Andraž Struna
Andraž Struna (* 23. dubna 1989, Koper, SFR Jugoslávie) je slovinský fotbalový obránce a reprezentant, který hraje v klubu PAS Giannina.
Jeho mladší bratr Aljaž Struna je také fotbalista.

## Klubová kariéra
Ve Slovinsku působil v klubech NK Portorož Piran a FC Koper. V Polsku hrál v letech 2007–2010 za klub Cracovia a v roce 2013 posílil řecké mužstvo PAS Giannina.

## Reprezentační kariéra
Andraž Struna působil ve slovinských mládežnických reprezentačních výběrech U19 a U21.
V A-mužstvu Slovinska debutoval 15. 8. 2012 v přátelském zápase v Lublani proti týmu Rumunska (výhra 4:3).